# Mads Christensen
Mads Christensen (Aalborg, 6 d'abril de 1984) és un ciclista danès professional des del 2005 fins al 2015. Ha combinat la carretera amb el ciclisme en pista.

## Palmarès en ruta
- 2000
  -  Campió de Dinamarca júnior en contrarellotge
- 2003
  -  Campió de Dinamarca sub-23 en ruta
- 2004
  -  Campió de Dinamarca sub-23 en contrarellotge
  - Vencedor d'una etapa al Gran Premi Ringerike
- 2010
  - Vencedor d'una etapa a la Fletxa del sud

### Resultats al Giro d'Itàlia
- 2005. 142è de la classificació general
- 2012. Abandona (12a etapa)
- 2013. 126è de la classificació general

### Resultats a la Volta a Espanya
- 2011. 160è de la classificació general

## Palmarès en pista
- 2000
  -  Campió de Dinamarca júnior en Persecució
  -  Campió de Dinamarca júnior en Persecució per equips
  -  Campió de Dinamarca júnior en Quilòmetre
- 2001
  -  Campió de Dinamarca en Persecució
  -  Campió de Dinamarca en Persecució per equips
  -  Campió de Dinamarca en Madison (amb Jimmi Madsen)
  -  Campió de Dinamarca júnior en Persecució
  -  Campió de Dinamarca júnior en Persecució per equips